# Metoligotoma anomala
Metoligotoma anomala är en insektsart som beskrevs av Davis 1938. Metoligotoma anomala ingår i släktet Metoligotoma och familjen Australembiidae. Inga underarter finns listade i Catalogue of Life.